# Nawabshah
Nawabshah är huvudort för distriktet Shaheed Benazirabad i den pakistanska provinsen Sindh. Folkmängden uppgick till cirka 280 000 invånare vid folkräkningen 2017.